# نامبر وانز (ویدئو)
نامبر وانز (به انگلیسی: Number Ones) (به فارسی: ممتازها، درجه یک‌ها، شماره یک‌ها، بهترین‌ها) نام آلبومی ویدئویی، اثر مایکل جکسون، موسیقی‌دان معروف است که در سال ۲۰۰۳ و در قالب دی‌وی‌دی منتشر شد. بیش از ۱.۵ میلیون کپی از این دی‌وی‌دی تا به امروز به فروش رفته‌است. نامبر وانز، در کشور استرالیا، پرفروش‌ترین آلبوم ویدئویی‌ای است که تا به امروز توسط یک هنرمند مَرد منتشر شده‌است.

## مقدمه
مایکل جکسون در سال ۱۹۷۲ میلادی (۱۳۵۱ ه.ش) در حالی که هنوز در جکسون فایو به عنوان رهبر گروه فعالیت می‌کرد، اولین آلبوم استودیویی و تک‌نفرهٔ خود را با نام باید آنجا باشم منتشر کرد. با وجود آن که ۴ تک‌آهنگ از این آلبوم منتشر شد، اما هیچ موزیک ویدئویی برای آن‌ها ساخته نشد. برای سه آلبوم بعدی مایکل با نام‌های بن، موسیقی و من و مایکل، برای همیشه هم موزیک ویدئویی ساخته نشد. اما در سال ۱۹۷۹ (۱۳۵۸ ه. ش)، مایکل اولین موزیک ویدئوی انفرادی خود را برای ترانهٔ «تا به اندازهٔ کافی گیرت نیومده بس نکن» از آلبوم غیر معمول را منتشر کرد.
در سال ۱۹۸۳ و با شروع انتشار سه موزیک ویدئوی آلبوم تریلر با نام‌های «بیلی جین»، «بزن به چاک» و «تریلر مایکل جکسون»، هنر ساخت موزیک ویدئو به صورت بنیادی تغییر کرد. او موزیک ویدئوها را از مجموعه‌ای از تصاویر و عکس‌ها، به روایتی داستانی، به صورتی که امروز می‌بینیم تبدیل کرد و انقلابی در صنعت موسیقی به پا کرد.
او فرم سادهٔ موزیک ویدئوها را از طریق داستان، حرکات رقص و جلوه‌های ویژه، به یک حالت هنری و یک ابزار تبلیغاتی تبدیل نمود.
محبوبیت این ۳ موزیک ویدئو و پخش مداوم آن‌ها توسط شبکهٔ ام‌تی‌وی، باعث «روی نقشه» قرار گرفتن این کانال تازه تأسیس شد.
در سال‌های بعد نیز مایکل با انتشار موزیک ویدئوهایی همانند «سیاه یا سفید»، «زمان رو به یاد بیار» و «جیغ» باعث نوآوری‌های بیشتری در هنر موزیک ویدئو شد به‌طوری‌که مطالب مرتبط به این موزیک ویدئوها به عنصرهای اصلی شبکهٔ ام‌تی‌وی در دههٔ ۱۹۹۰ تبدیل شد. همچنین طولانی بودن موزیک‌های مایکل به صورتی بود که آن‌ها را بیشتر شبیه به فیلم کوتاه می‌کرد تا موزیک ویدئو. موزیک ویدئوی ۳۷ دقیقه‌ای «ارواح» نیز در جشنوارهٔ فیلم کَن در سال ۱۹۹۷ اکران شد.
مایکل جکسون از سال ۱۹۷۹ تا ۲۰۰۳، سی و شش موزیک ویدئو منتشر کرد که برخی از آن‌ها افتخاراتی همانند ثبت رکوردهایی جهانی همانند: «طولانی‌ترین»، «موفق‌ترین»، «پرفروش‌ترین» و «پرهزینه‌ترین» موزیک ویدئوهای جهان را در کتاب رکوردهای جهانی گینس در دست دارند.

## انتشار، میزان فروش و نقدها
| بررسی انتقادی     | بررسی انتقادی |
| منبع              | رتبه‌بندی      |
| ----------------- | ------------- |
| آل‌میوزیک          | مثبت          |
| فیلادلفیا اینکویر | مثبت          |

آلبوم ویدئویی نامبر وانز در تاریخ ۱۳ نوامبر ۲۰۰۳ به صورت جهانی منتشر شد اما در آمریکا در تاریخ ۱۸ نوامبر ۲۰۰۳ و یک روز بعد از انتشار آلبومی از بهترین ترانه‌های شمارهٔ یک مایکل جکسون با نام نامبر وانز منتشر شد. این آلبوم، ۱۴دهمین آلبوم ویدئویی مایکل جکسون بود.
تا به امروز ۱.۳ میلیون نسخه از نامیر وانز در کشور آمریکا به فروش رسیده‌است که باعث شده از انجمن صنعت ضبط آمریکا، ۱۳ بار گواهی‌نامهٔ پلاتین دریافت کند.
آلبوم ویدئویی نامبر وانز نقدهای مثبتی از منتقدان موسیقی دریافت کرده‌است. ویلیام روهمن از مجلهٔ آل‌میوزیک بر این باور است که نگاه کردن به این آلبوم، باعث شده تا او متوجهٔ تغییرات ظاهری جکسون در طی مدت این سال‌ها بشود؛ تغییراتی همانند سفید شدن پوست او. (که بر اثر مبتلا شدنش به بیماری ویتیلیگو (پیسی) بود)

## اطلاعات و محتوای دی‌وی‌دی
آلبوم ویدئویی نامبر وانز حاوی ۱۵ موزیک ویدئو است. تاریخ ضبط این ویدئوها از سال ۱۹۷۹ تا پایان سال ۲۰۰۱ است و در مجموع، ۹۱ دقیقه زمان دارند. این موزیک ویدئوها از آلبوم‌های استودیویی غیر معمول (۱۹۷۹)، تریلر (۱۹۸۲)، بـد (۱۹۸۷)، خطرناک (۱۹۹۱)، هیستوری (۱۹۹۵) و شکست‌ناپذیر (۲۰۰۱) و همچنین آلبوم ریمیکس خون روی زمین رقص: تاریخ در میکس (۱۹۹۷) گردآوری شده‌است. به صورت کلی می‌توان این آلبوم را حاوی ویدئوهای ترانه‌های آلبوم گردآوری‌شدهٔ نامبر وانز است. اما نماهنگ ترانه‌های «نمی‌تونم دوستت نداشته باشم»، «جیغ»، «Break of Dawn»، «یک شانس دیگر» و نسخهٔ زندهٔ ترانهٔ «بِن» که در آلبوم گردآوری‌شدهٔ نامبر وانز منتشر شدند در این آلبوم ویدئویی وجود نداشتند.
برخی از موزیک ویدئوها، در این آلبوم ویدئویی، با نسخهٔ اصلی آن‌ها تفاوت‌هایی دارند که در زیر توضیح داده شده‌است:
- ترانهٔ «بـد» در اصل ۱۸ دقیقه زمان دارد اما نسخه‌ای که در این آلبوم وجود دارد، کوتاه شده‌است.
- نسخهٔ کوتاه شدهٔ ترانهٔ «حسی که تو به من میدی» در این آلبوم منتشر شده‌است.
- نسخهٔ تُند شدهٔ ترانهٔ «مجرم زیرک» در این آلبوم قرار دارد. نسخهٔ اصلی این ترانه در آلبوم ویدئویی تاریخ در فیلم، جلد ۲ موجود است.
- در موزیک ویدئوی «سیاه یا سفید»، قسمت ۴ دقیقه‌ای پایان آن معروف به «پلنگ سیاه» حذف شده‌است. نسخهٔ اصلی این موزیک ویدئو در آلبوم‌های خطرناک - فیلم‌های کوتاه منتشر شد.
- نسخهٔ کوتاه شدهٔ موزیک ویدئوی «دنیای مرا باشکوه می‌کنی» در این آلبوم منتشر شد. نسخهٔ اصلی این موزیک ویدئو که ۱۳ دقیقه زمان دارد، تنها در مجموعه جعبه‌ای ویژن (۲۰۱۰) منتشر شده‌است.

## فهرست موزیک ویدئوها
| دی‌وی‌دی | دی‌وی‌دی                                    | دی‌وی‌دی                                                                     | دی‌وی‌دی                         | دی‌وی‌دی |
| شماره  | نام                                       | نویسنده(ها)                                                                | کارگردان                       | مدت    |
| ------ | ----------------------------------------- | -------------------------------------------------------------------------- | ------------------------------ | ------ |
| ۱.     | «تا به اندازه کافی گیرت نیومده بس نکن[C]» | مایکل جکسون                                                                | Nick Saxton                    | ۴:۱۱   |
| ۲.     | «رقص با تو»                               | راد تمپرتون                                                                | Bruce Gowers                   | ۳:۲۲   |
| ۳.     | «بیلی جین»                                | مایکل جکسون                                                                | Steve Barron                   | ۴:۵۵   |
| ۴.     | «بزن به چاک»                              | مایکل جکسون                                                                | Bob Giraldi                    | ۴:۵۶   |
| ۵.     | «تریلر مایکل جکسون»                       | راد تمپرتون                                                                | جان لندیس                      | ۱۳:۴۳  |
| ۶.     | «بـد[A]»                                  | مایکل جکسون                                                                | Martin Scorsese                | ۴:۲۰   |
| ۷.     | «حسی که تو به من میدی[A]»                 | مایکل جکسون                                                                | Joe Pytka                      | ۶:۴۳   |
| ۸.     | «مرد درون آینه»                           | Siedah Garrett, Glen Ballard                                               | Donald Wilson                  | ۵:۰۲   |
| ۹.     | «مجرم زیرک[B][C]»                         | مایکل جکسون                                                                | Colin Chilvers                 | ۴:۱۶   |
| ۱۰.    | «دایانای کثیف»                            | مایکل جکسون                                                                | Joe Pytka                      | ۵:۰۸   |
| ۱۱.    | «سیاه یا سفید[A]»                         | مایکل جکسون                                                                | جان لندیس                      | ۶:۲۲   |
| ۱۲.    | «تو تنها نیستی»                           | آر. کلی                                                                    | وین ایشام                      | ۵:۳۷   |
| ۱۳.    | «ترانه زمین»                              | مایکل جکسون                                                                | Nicholas Brandt                | ۷:۲۹   |
| ۱۴.    | «خون روی زمین رقص[C]»                     | مایکل جکسون, تدی رایلی                                                     | مایکل جکسون & Vincent Paterson | ۴:۱۵   |
| ۱۵.    | «دنیای مرا باشکوه می‌کنی[A]»               | مایکل جکسون, Rodney Jerkins, Fred Jerkins III, LaShawn Daniels, Nora Payne | پائول هانتر                    | ۱۰:۲۶  |

توضیحات:
- ^  نسخهٔ کوتاه شدهٔ این موزیک ویدئوها بر روی نامبر وانز موجود است.
- ^  نسخهٔ تُند شدهٔ این موزیک ویدئو بر روی نامبر وانز موجود است.
- ^  موزیک ویدئوهای «تا به اندازه کافی گیرت نیومده بس نکن»، «مجرم زیرک» و «خون روی زمین رقص» در نسخهٔ منتشر شده در کشور چین منتشر نشدند.[۸]

## عملکرد در جداول
| کشور     | گواهی‌نامه      | میزان فروش |
| -------- | -------------- | ---------- |
| آمریکا   | پلاتین ۱۳ گانه | ۱٬۳۰۰٬۰۰۰+ |
| استرالیا | پلاتین ۲۱ گانه | ۳۱۵٬۰۰۰+   |
| فندلاند  | طلا            | ۵٬۰۱۶      |
| ژاپن     | طلا            | ۱۰۰٬۰۰۰+   |
| نیوزلند  | پلاتین ۶ گانه  | ۳۰٬۰۰۰+    |
| اسپانیا  | پلاتین         | ۲۵٬۰۰۰+    |
| هلند     | طلا            | ۵٬۰۰۰+     |

| جدول‌ها (۲۰۰۳/۲۰۰۹)             | رتبه |
| ------------------------------ | ---- |
| ۴۰ دی‌وی‌دی برتر موسیقی استرالیا | ۱    |
| جدول آلبوم‌های چک               | ۱۴   |
| ۲۰ دی‌وی‌دی برتر مجارستان        | ۳    |
| جدول آلبوم‌های دی‌وی‌دی ایتالیا   | ۹    |
| جدول آلبوم‌های دی‌وی‌دی سوئد      | ۳    |

## عوامل
| - مایکل جکسون: خواننده، تهیه‌کننده، تهیه‌کنندهٔ اجرایی، کارگردان موزیک ویدئو - جولین الکساندر: کارگردن هنری - استیو بارون: کارگردان ویدئو - بیل بوترل: تهیه‌کننده - نیکول برندت: کارگردان ویدئو - رنس براون: گارگردان هنری، طراحی - کالین چیلورس: کارگردان ویدئو - دیوید دوند کول‌من: کارگردان هنری - نانسی دونالد: کارگردان هنری - سم امرسان: عکاس - کارن فی: آرایش‌گر - دیوید فاستر: تهیه‌کننده - باب گیرالدی: کارگردان ویدئو - بروس گورس: کارگردان ویدئو - استفان هاروی: عکاس | - وین ایشام: کارگردان ویدئو - راندنی جرکینز: تهیه‌کننده - کوئینسی جونز: تهیه‌کننده - آر. کلی: تهیه‌کننده ترانهٔ «تو تنها نیستی» - جان لندیس: کارگردان ویدئو - شری جی. لی: کارگردان هنری - جان مک‌کالین: تهیه‌کنندهٔ اجرایی - آدام اووت: کارگردان هنری - وینس پیترسان: کارگردان ویدئو - جو پیتکا: کارگردان ویدئو - ست ریگز: مشاور آوازی - نیک ساکستون: کارگردان ویدئو - مارتین اسکورسز: کارگردان ویدئو - دان ویلسون: کارگردان ویدئو - دیک زیمِرمَن: عکاس |

منبع: 

## واژه‌نامه
1. ↑  William Ruhlmann
2. ↑  Michael Jackson – vocals, Record producer, executive producer, video director
3. ↑  Julian Alexander - art direction
4. ↑  Steve Barron - video director
5. ↑  Bill Bottrell - producer
6. ↑  Nicholas Brandt - video director
7. ↑  Rance Brown	- art direction, design
8. ↑  Colin Chilvers - video director
9. ↑  David Daoud Coleman - art direction
10. ↑  Nancy Donald - art direction
11. ↑  Sam Emerson - photography
12. ↑  Karen Faye - make-up, hair stylist
13. ↑  David Foster - producer
14. ↑  Bob Giraldi - video director
15. ↑  Bruce Gowers - video director
16. ↑  Stephen Harvey - photography
17. ↑  Wayne Isham - video director
18. ↑  Rodney Jerkins - producer
19. ↑  Quincy Jones - producer
20. ↑  R. Kelly - producer (You Are Not Alone)
21. ↑  John Landis - video director
22. ↑  Sheri G. Lee - art direction
23. ↑  John McClain - executive producer
24. ↑  Adam Owett - art direction
25. ↑  Vince Peterson - video director
26. ↑  Joe Pytka - video director
27. ↑  Seth Riggs - vocal consultant
28. ↑  Nick Saxton - video director
29. ↑  Martin Scorsese - video director
30. ↑  Don Wilson - video director
31. ↑  Dick Zimmerman - photography